# Мурталь (общины)
Политический округ Мурталь с 1 июля 2013 года территориально совпадает и полностью подпадает под юрисдикцию судебного округа Юденбург.
Политический округ Мурталь (Штирия) в административном отношении делится на локальные (местные или политические общины), состоящие из одного или нескольких населённых пунктов или поселений (ортшафтов). Политические общины в политическом округе, как и во всей Австрийской Республике, также подразделяются на кадастровые общины и статистические цельшпренгели: статистические общины и статистические округа (см. Общины Австрии).

## Политические общины
С 1 января 2015 года политический округ поделён на 20 политических общин, включая четыре городские, 7 ярмарочных и 9 сельских.

## Список политических общин

### Легенда к списку политических общин
- (* ∀… ♦ … … ♦ ★ … … ♦ …∇) — перечень официальных ортшафтов с указанием численности населения по состоянию на 01.01.2015 г.;
- ★ — официальный административный центр общины (нем. Hauptort)[4]

### Политические общины с ортшафтами
Список политических общин с ортшафтами по состоянию на 01.01.2016 г.:
- 62048 ★ M ★ Вайскирхен-ин-Штайермарк (Weißkirchen in Steiermark) — (4 883)

- ∀ Аллерсдорф (Allersdorf) — (290) ♦ Байердорф (Baierdorf (Murtal)) — (320) ♦ Баумкирхен (Baumkirchen (Gemeinde Weißkirchen in Steiermark)) — (41) ♦ ★ Вайскирхен-ин-Штайермарк (Weißkirchen in Steiermark) — (1 269) ♦ Вёлльмердорф (Wöllmerdorf) — (71) ♦ Грёсенберг (Größenberg) — (26) ♦ Гросфайстриц (Großfeistritz) — (146) ♦ Каталь (Kathal) — (197) ♦ Котграбен (Kothgraben) — (28) ♦ Мария-Бух (Maria Buch) — (294) ♦ Мёберсдорф (Möbersdorf) — (374) ♦ Мёберсдорфзидлунг (Möbersdorfsiedlung) — (229) ♦ Мурдорф (Murdorf) — (16) ♦ Мюльдорф (Mühldorf (Murtal)) — (114) ♦ Пихлинг (Pichling) — (229) ♦ Райсштрасе (Reisstraße) — (140) ♦ Танн (Thann (Österreich)) — (54) ♦ Фишинг (Fisching (Österreich)) — (203) ♦ Шварценбах-ам-Грёсинг (Schwarzenbach am Größing) — (157) ♦ Шоберэгг (Schoberegg) — (319) ♦ Эппенштайн (Eppenstein) — (366) ∇

- 62008 ★ L ★ Галь (Gaal) — (1 428)

-  ∀ Бишоффельд (Bischoffeld) — (302) ♦ ★ Галь (Gaal) — (123) ♦ Гальграбен (Gaalgraben) — (127) ♦ Граден (Graden (Gemeinde Gaal)) — (272) ♦ Ингеринг II (Ingering II) — (270) ♦ Пухшахен (Puchschachen) — (183) ♦ Шаттенберг (Schattenberg) — (151) ∇

- 62034 ★ M ★ Зеккау (Seckau) — (1 303)

-  ∀ Дюрнберг (Dürnberg) — (186) ♦ ★ Зеккау (Seckau) — (603) ♦ Зоннвендорф (Sonnwenddorf) — (186) ♦ Нойхофен (Neuhofen) — (180) ♦ Харт (Hart) — (148) ∇

- 62041 ★ S ★ Книттельфельд (Knittelfeld) — (12 546)

-  ∀ Апфельберг (Apfelberg) — (235) ♦ ★ Книттельфельд (Knittelfeld) — (11 375) ♦ Ландшах (Landschach) — (936) ∇

- 62014 ★ M ★ Кобенц (Kobenz) — (1 839)

-  ∀ ★ Кобенц (Kobenz) — (629) ♦ Нойхаутценбихль (Neuhautzenbichl) — (217) ♦ Оберфаррах (Oberfarrach) — (94) ♦ Райферсдорф (Reifersdorf) — (123) ♦ Расниц (Raßnitz) — (237) ♦ Унтерфаррах (Unterfarrach) — (202) ♦ Хаутценбихль (Hautzenbichl) — (337) ∇

- 62039 ★ L ★ Лобмингталь (Lobmingtal) — (1 803)

-  ∀ ★ Грослобминг (Großlobming) — (1 192) ♦ Клайнлобминг (Kleinlobming) — (370) ♦ Миттерлобминг (Mitterlobming) — (241) ∇

- 62042 ★ M ★ Обдах (Obdach) — (3 875)

-  ∀ Америнг (Amering) — (431) ♦ Бернталь (Bärnthal) — (21) ♦ Варбах (Warbach) — (161) ♦ Винтерлайтен (Winterleiten) — (132) ♦ Гранитцен (Granitzen) — (155) ♦ Гроспреталь (Großprethal) — (127) ♦ Каталь-ин-Обдахегг (Kathal in Obdachegg) — (125) ♦ Качвальд (Katschwald) — (80) ♦ Кинберг (Kienberg (Gemeinde Obdach)) — (97) ♦ Клайнпреталь (Kleinprethal) — (81) ♦ Лафантегг (Lavantegg) — (187) ♦ Мёнхегг (Mönchegg) — (196) ♦ ★ Обдах (Obdach) — (1 532) ♦ Обдахегг (Obdachegg) — (251) ♦ Рёч (Rötsch) — (191) ♦ Санкт-Анна-Фериензидлунг (Sankt Anna-Feriensiedlung) — (26) ♦ Санкт-Георген-ин-Обдахегг (Sankt Georgen in Obdachegg) — (66) ♦ Цанитцен (Zanitzen) — (16) ∇

- 62043 ★ M ★ Пёльс—Оберкурцхайм (Pöls-Oberkurzheim) — (3 047)

-  ∀ Аллерхайлиген (Allerheiligen (Gemeinde Pöls-Oberkurzheim)) — (24) ♦ Аллерхайлигенграбен (Allerheiligengraben) — (12) ♦ Винден (Winden (Steiermark)) — (56) ♦ Гётцендорф (Götzendorf) — (97) ♦ Грайт (община Пёльс-Оберкурцхайм) (Greith (Gemeinde Pöls-Oberkurzheim)) — (104) ♦ Густерхайм (Gusterheim) — (195) ♦ Зауэрбрунн (Sauerbrunn) — (25) ♦ Кацлинг (Katzling) — (138) ♦ Маутерндорф (Mauterndorf (Steiermark)) — (178) ♦ Мозинг (Mosing) — (22) ♦ Мюльталь (Mühltal (Gemeinde Pöls-Oberkurzheim)) — (11) ♦ Оберкурцхайм (Oberkurzheim) — (133) ♦ Оффенбург (Offenburg (Steiermark)) — (29) ♦ Пайг (Paig) — (64) ♦ Пасхаммер (Paßhammer) — (15) ♦ ★ Пёльс (Pöls) — (1 538) ♦ Пёльсхоф (Pölshof) — (23) ♦ Талинг (Thaling (Steiermark)) — (83) ♦ Тальхайм (Thalheim (Steiermark)) — (158) ♦ Унтерцайринг (Unterzeiring) — (15) ♦ Энцерсдорф (Enzersdorf) — (127) ∇

- 62044 ★ M ★ Пёльсталь (Pölstal) — (2 744)

-  ∀ Бретштайн (Bretstein) — (298) ♦ Гфёлльграбен (Gföllgraben) — (55) ♦ ★ Мёдербругг (Möderbrugg) — (670) ♦ Оберцайринг (Oberzeiring) — (629) ♦ Санкт-Иоганн-ам-Тауэрн-Зоннзайте (Sankt Johann am Tauern Sonnseite) — (352) ♦ Санкт-Иоганн-ам-Тауэрн-Шаттзайте (Sankt Johann am Tauern Schattseite) — (115) ♦ Санкт-Освальд (Sankt Oswald (Steiermark)) — (477) ♦ Цайрингграбен (Zeiringgraben) — (43) ♦ Цугталь (Zugtal) — (105) ∇

- 62021 ★ L ★ Пустервальд (Pusterwald) — (478)

-  ∀ ★ Пустервальд (Pusterwald) — (478) ∇

- 62026 ★ L ★ Санкт-Георген-об-Юденбург (Sankt Georgen ob Judenburg) — (870)

-  ∀ Вёлль (Wöll) — (117) ♦ Пихльхофен (Pichlhofen) — (191) ♦ ★ Санкт-Георген-об-Юденбург (Sankt Georgen ob Judenburg) — (368) ♦ Шайбен (Scheiben) — (194) ∇

- 62045 ★ L ★ Санкт-Марайн-Файстриц (Sankt Marein-Feistritz) — (2 026)

-  ∀ Альтендорф (Altendorf (Steiermark)) — (211) ♦ Вассерлайт (Wasserleith) — (109) ♦ Грайт (община Санкт-Марайн-Файстриц) (Greith (Gemeinde Sankt Marein-Feistritz)) — (129) ♦ Книпас (Kniepaß) — (8) ♦ Лас (Laas (Gemeinde Sankt Marein-Feistritz)) — (64) ♦ Миттерфельд (Mitterfeld (Gemeinde Sankt Marein-Feistritz)) — (14) ♦ Мос (Moos (Gemeinde Sankt Marein-Feistritz)) — (6) ♦ Пранкх (Prankh) — (123) ♦ ★ Санкт-Марайн-бай-Книттельфельд (Sankt Marein bei Knittelfeld) — (299) ♦ Санкт-Марта (Sankt Martha) — (190) ♦ Файстриц-бай-Книттельфельд (Feistritz bei Knittelfeld) — (582) ♦ Файстрицграбен (община Санкт-Марайн-Файстриц) (Feistritzgraben (Gemeinde Sankt Marein-Feistritz)) — (1) ♦ Фенч (Fentsch) — (130) ♦ Фрессенберг (Fressenberg) — (45) ♦ Хоф (Hof (Gemeinde Sankt Marein-Feistritz)) — (115) ∇

- 62046 ★ L ★ Санкт-Маргаретен-бай-Книттельфельд (Sankt Margarethen bei Knittelfeld) — (2 705)

-  ∀ Глайн (Glein (Gemeinde Sankt Margarethen bei Knittelfeld)) — (144) ♦ Гоберниц (Gobernitz) — (138) ♦ Готсбах (Gottsbach) — (23) ♦ Кройсбах (Kroisbach) — (70) ♦ Лайстах (Leistach) — (7) ♦ Миттербах (Mitterbach) — (150) ♦ Обермур (Obermur) — (18) ♦ Пихль (община Санкт-Маргаретен-бай-Книттельфельд) (Pichl (Gemeinde Sankt Margarethen bei Knittelfeld)) — (24) ♦ Прег (Preg) — (74) ♦ Прегграбен (Preggraben) — (103) ♦ Рахау (Rachau) — (302) ♦ Ритцендорф (Ritzendorf) — (15) ♦ Санкт-Бенедиктен (Sankt Benedikten) — (23) ♦ Санкт-Лоренцен-бай-Книттельфельд (Sankt Lorenzen bei Knittelfeld) — (493) ♦ ★ Санкт-Маргаретен-бай-Книттельфельд (Sankt Margarethen bei Knittelfeld) — (799) ♦ Санкт-Маргаретен-бай-Книттельфельд-Зидлунг (Sankt Margarethen bei Knittelfeld Sdlg) — (115) ♦ Угендорф (Ugendorf) — (161) ♦ Унтермур (Untermur) — (6) ♦ Фёчах (Fötschach) — (36) ♦ Шютт (Schütt (Gemeinde Sankt Margarethen bei Knittelfeld)) — (4) ∇

- 62032 ★ L ★ Санкт-Петер-об-Юденбург (Sankt Peter ob Judenburg) — (1 108)

-  ∀ Мёшицграбен (Möschitzgraben) — (65) ♦ Миттердорф (Mitterdorf) — (36) ♦ Пихль (община Санкт-Петер-об-Юденбург) (Pichl (Gemeinde Sankt Peter ob Judenburg)) — (32) ♦ Рах (Rach) — (13) ♦ Ротентурм (Rothenthurm) — (436) ♦ ★ Санкт-Петер-об-Юденбург (Sankt Peter ob Judenburg) — (365) ♦ Файстрицграбен (община Санкт-Петер-об-Юденбург) (Feistritzgraben (Gemeinde Sankt Peter ob Judenburg) — (81) ♦ Фурт (Furth) — (80) ∇

- 62036 ★ M ★ Унцмаркт-Фрауэнбург (Unzmarkt-Frauenburg) — (1 378)

-  ∀ ★ Унцмаркт (Unzmarkt) — (696) ♦ Фрауэнбург (Frauenburg) — (682) ∇

- 62007 ★ L ★ Фонсдорф (Fohnsdorf) — (7 770)

-  ∀ Айхдорф (Aichdorf) — (457) ♦ Вазендорф (Wasendorf) — (310) ♦ Дитерсдорф (Dietersdorf) — (2 290) ♦ Зилльвег (Sillweg) — (344) ♦ Кумпиц (Kumpitz) — (124) ♦ Раттенберг (Rattenberg) — (224) ♦ ★ Фонсдорф (Fohnsdorf) — (3 017) ♦ Хетцендорф (Hetzendorf) — (1 004) ∇

- 62010 ★ L ★ Хоэнтауэрн (Hohentauern) — (433)

-  ∀ Трибенталь (Triebental) — (85) ♦ ★ Хоэнтауэрн (Hohentauern) — (348) ∇

- 62038 ★ S ★ Цельтвег (Zeltweg) — (7 329)

-  ∀ Нойфишинг (Neufisching) — (334) ♦ Нойцельтвег (Neuzeltweg) — (740) ♦ Пфаффендорф (Pfaffendorf) — (509) ♦ Фаррах (Farrach) — (1 155) ♦ ★ Цельтвег (Zeltweg) — (4 591) ∇

- 62047 ★ S ★ Шпильберг (Spielberg) — (5 293)

-  ∀ Айнхёрн (Einhörn) — (121) ♦ Вайерн (Weyern (Gemeinde Spielberg)) — (141) ♦ Захендорф (Sachendorf) — (275) ♦ Ингеринг І (Ingering I) — (97) ♦ Лайнг (Laing) — (41) ♦ Линд (Lind (Gemeinde Spielberg)) — (336) ♦ Масвег (Maßweg) — (394) ♦ ★ Паузендорф (Pausendorf) — (787) ♦ Флачах (Flatschach) — (181) ♦ Шёнберг (Schönberg (Gemeinde Spielberg)) — (10) ♦ Шпильберг (Spielberg (Steiermark)) — (2 910) ∇

- 62040 ★ S ★ Юденбург (Judenburg) — (10 072)

-  ∀ Ауэрлинг (Auerling) — (133) ♦ Вальтерсдорф (Waltersdorf) — (129) ♦ Гассельсдорф (Gasselsdorf) — (35) ♦ Обервег (Oberweg) — (512) ♦ Оссах (Ossach) — (46) ♦ Райфлинг (Reifling (Gemeinde Judenburg) — (61) ♦ Ритцерсдорф (Ritzersdorf) — (14) ♦ Феберг (Feeberg) — (186) ♦ Штреттвег (Strettweg) — (399) ♦ ★ Юденбург (Judenburg) — (8 557) ∇

## Ортшафты (населённые пункты и поселения)
Список населённых пунктов и (или) поселений (ортшафтов) по состоянию на 01.05.2015 г.
Пояснения к списку ортшафтов:
- «полужирным» шрифтом выделены административные центры (нем. Hauptort) политических общин.

А
- 62047 * 15418 * Айнхёрн (Einhörn) — (121)
- 62007 * 15261 * Айхдорф (Aichdorf) — (457)
- 62048 * 15284 * Аллерсдорф (Allersdorf) — (290)
- 62043 * 15313 * Аллерхайлиген (Allerheiligen) — (24)
- 62043 * 15314 * Аллерхайлигенграбен (Allerheiligengraben) — (12)
- 62045 * 15359 * Альтендорф (Altendorf (Steiermark)) — (211)
- 62042 * 17469 * Америнг (Amering) — (431)
- 62041 * 15357 * Апфельберг (Apfelberg) — (235)
- 62040 * 15328 * Ауэрлинг (Auerling) — (133)

Б
- 62048 * 15285 * Байердорф (Baierdorf (Murtal)) — (320)
- 62048 * 15286 * Баумкирхен (Baumkirchen (Gemeinde Weißkirchen in Steiermark)) — (41)
- 62042 * 15279 * Бернталь (Bärnthal) — (21)
- 62008 * 15363 * Бишоффельд (Bischoffeld) — (302)
- 62044 * 15253 * Бретштайн (Bretstein) — (298)

В
- 62007 * 15268 * Вазендорф (Wasendorf) — (310)
- 62047 * 15427 * Вайерн (Weyern (Gemeinde Spielberg)) — (141)
- 62048 * 15351 * Вайскирхен-ин-Штайермарк (Weißkirchen in Steiermark) — (1 269)
- 62040 * 15275 * Вальтерсдорф (Waltersdorf) — (129)
- 62042 * 15299 * Варбах (Warbach) — (161)
- 62045 * 15406 * Вассерлайт (Wasserleith) — (109)
- 62026 * 15336 * Вёлль (Wöll) — (117)
- 62048 * 15295 * Вёлльмердорф (Wöllmerdorf) — (71)
- 62043 * 15307 * Винден (Winden (Steiermark)) — (56)
- 62042 * 15282 * Винтерлайтен (Winterleiten) — (132)

Г
- 62008 * 15364 * Галь (Gaal) — (123)
- 62008 * 15365 * Гальграбен (Gaalgraben) — (127)
- 62040 * 15271 * Гассельсдорф (Gasselsdorf) — (35)
- 62043 * 15300 * Гётцендорф (Götzendorf) — (97)
- 62046 * 15381 * Глайн (Glein) — (144)
- 62046 * 15407 * Гоберниц (Gobernitz) — (138)
- 62046 * 15385 * Готсбах (Gottsbach) — (23)
- 62008 * 15366 * Граден (Graden (Gemeinde Gaal)) — (272)
- 62043 * 15316 * Грайт (община Пёльс-Оберкурцхайм) (Greith (Gemeinde Pöls-Oberkurzheim)) — (104)
- 62045 * 15398 * Грайт (община Санкт-Марайн-Файстриц) (Greith (Gemeinde Sankt Marein-Feistritz)) — (129)
- 62042 * 15296 * Гранитцен (Granitzen) — (155)
- 62048 * 15256 * Грёсенберг (Größenberg) — (26)
- 62039 * 15370 * Грослобминг (Großlobming) — (1 192)
- 62042 * 15248 * Гроспреталь (Großprethal) — (127)
- 62048 * 15288 * Гросфайстриц (Großfeistritz) — (146)
- 62043 * 15317 * Густерхайм (Gusterheim) — (195)
- 62044 * 01442 * Гфёлльграбен (Gföllgraben) — (55)

Д
- 62007 * 15262 * Дитерсдорф (Dietersdorf) — (2 290)
- 62034 * 15413 * Дюрнберг (Dürnberg) — (186)

З
- 62043 * 15324 * Зауэрбрунн (Sauerbrunn) — (25)
- 62047 * 15424 * Захендорф (Sachendorf) — (275)
- 62034 * 15416 * Зеккау (Seckau) — (603)
- 62007 * 15267 * Зилльвег (Sillweg) — (344)
- 62034 * 15417 * Зоннвендорф (Sonnwenddorf) — (186)

И
- 62047 * 15419 * Ингеринг І (Ingering I) — (97)
- 62008 * 15367 * Ингеринг II (Ingering II) — (270)

К
- 62048 * 15257 * Каталь (Kathal) — (197)
- 62042 * 15249 * Каталь-ин-Обдахегг (Kathal in Obdachegg) — (125)
- 62043 * 15301 * Кацлинг (Katzling) — (138)
- 62042 * 15276 * Качвальд (Katschwald) — (80)
- 62042 * 15277 * Кинберг (Kienberg) — (97)
- 62039 * 15371 * Клайнлобминг (Kleinlobming) — (370)
- 62042 * 15250 * Клайнпреталь (Kleinprethal) — (81)
- 62045 * 17355 * Книпас (Kniepaß) — (8)
- 62041 * 15373 * Книттельфельд (Knittelfeld) — (11 375)
- 62014 * 15375 * Кобенц (Kobenz) — (629)
- 62048 * 15331 * Котграбен (Kothgraben) — (28)
- 62046 * 15408 * Кройсбах (Kroisbach) — (70)
- 62007 * 15265 * Кумпиц (Kumpitz) — (124)

Л
- 62047 * 15420 * Лайнг (Laing) — (41)
- 62046 * 15386 * Лайстах (Leistach) — (7)
- 62041 * 15358 * Ландшах (Landschach) — (936)
- 62045 * 15400 * Лас (Laas (Gemeinde Sankt Marein-Feistritz)) — (64)
- 62042 * 15280 * Лафантегг (Lavantegg) — (187)
- 62047 * 15421 * Линд (Lind (Gemeinde Spielberg)) — (336)

М
- 62048 * 15289 * Мария-Бух (Maria Buch) — (294)
- 62047 * 15422 * Масвег (Maßweg) — (394)
- 62043 * 15302 * Маутерндорф (Mauterndorf (Steiermark)) — (178)
- 62048 * 15290 * Мёберсдорф (Möbersdorf) — (374)
- 62048 * 15291 * Мёберсдорфзидлунг (Möbersdorfsiedlung) — (229)
- 62044 * 15339 * Мёдербругг (Möderbrugg) — (670)
- 62042 * 15278 * Мёнхегг (Mönchegg) — (196)
- 62032 * 15344 * Мёшицграбен (Möschitzgraben) — (65)
- 62046 * 15382 * Миттербах (Mitterbach) — (150)
- 62032 * 15343 * Миттердорф (Mitterdorf) — (36)
- 62039 * 15372 * Миттерлобминг (Mitterlobming) — (241)
- 62045 * 15401 * Миттерфельд (Mitterfeld (Gemeinde Sankt Marein-Feistritz)) — (14)
- 62043 * 15303 * Мозинг (Mosing) — (22)
- 62045 * 15361 * Мос (Moos (Gemeinde Sankt Marein-Feistritz)) — (6)
- 62048 * 15292 * Мурдорф (Murdorf) — (16)
- 62048 * 15258 * Мюльдорф (Mühldorf (Murtal)) — (114)
- 62043 * 15318 * Мюльталь (Mühltal (Gemeinde Pöls-Oberkurzheim)) — (11)

Н
- 62038 * 15353 * Нойфишинг (Neufisching) — (334)
- 62014 * 15376 * Нойхаутценбихль (Neuhautzenbichl) — (217)
- 62034 * 15415 * Нойхофен (Neuhofen) — (180)
- 62038 * 15354 * Нойцельтвег (Neuzeltweg) — (740)

О
- 62042 * 15297 * Обдах (Obdach) — (1 532)
- 62042 * 15251 * Обдахегг (Obdachegg) — (251)
- 62040 * 15308 * Обервег (Oberweg) — (512)
- 62043 * 15304 * Оберкурцхайм (Oberkurzheim) — (133)
- 62046 * 15409 * Обермур (Obermur) — (18)
- 62014 * 15377 * Оберфаррах (Oberfarrach) — (94)
- 62044 * 15310 * Оберцайринг (Oberzeiring) — (629)
- 62040 * 15309 * Оссах (Ossach) — (46)
- 62043 * 15319 * Оффенбург (Offenburg (Steiermark)) — (29)

П
- 62043 * 15320 * Пайг (Paig) — (64)
- 62043 * 15321 * Пасхаммер (Paßhammer) — (15)
- 62047 * 15423 * Паузендорф (Pausendorf) — (787)
- 62043 * 15322 * Пёльс (Pöls) — (1 538)
- 62043 * 15323 * Пёльсхоф (Pölshof) — (23)
- 62048 * 15293 * Пихлинг (Pichling) — (229)
- 62046 * 15387 * Пихль (община Санкт-Маргаретен-бай-Книттельфельд) (Pichl (Gemeinde Sankt Margarethen bei Knittelfeld)) — (24)
- 62032 * 15345 * Пихль (община Санкт-Петер-об-Юденбург) (Pichl (Gemeinde Sankt Peter ob Judenburg)) — (32)
- 62026 * 15333 * Пихльхофен (Pichlhofen) — (191)
- 62045 * 15403 * Пранкх (Prankh) — (123)
- 62046 * 15388 * Прег (Preg) — (74)
- 62046 * 15389 * Преграбен (Preggraben) — (103)
- 62021 * 15327 * Пустервальд (Pusterwald) — (478)
- 62008 * 15368 * Пухшахен (Puchschachen) — (183)
- 62038 * 15355 * Пфаффендорф (Pfaffendorf) — (509)

Р
- 62048 * 15332 * Райсштрасе (Reisstraße) — (140)
- 62014 * 15379 * Райферсдорф (Reifersdorf) — (123)
- 62040 * 15330 * Райфлинг (Reifling (Steiermark)) — (61)
- 62014 * 15378 * Расниц (Raßnitz) — (237)
- 62007 * 15266 * Раттенберг (Rattenberg) — (224)
- 62032 * 15346 * Рах (Rach) — (13)
- 62046 * 15383 * Рахау (Rachau) — (302)
- 62042 * 15298 * Рёч (Rötsch) — (191)
- 62046 * 15390 * Ритцендорф (Ritzendorf(Gemeinde Sankt Margarethen bei Knittelfeld)) — (15)
- 62040 * 15273 * Ритцерсдорф (Ritzersdorf) — (14)
- 62032 * 15347 * Ротентурм (Rothenthurm(Steiermark)) — (436)

С
- 62042 * 15281 * Санкт-Анна-Фериензидлунг (Sankt Anna-Feriensiedlung) — (26)
- 62046 * 15391 * Санкт-Бенедиктен (Sankt Benedikten) — (23)
- 62042 * 15252 * Санкт-Георген-ин-Обдахегг (Sankt Georgen in Obdachegg) — (66)
- 62026 * 15334 * Санкт-Георген-об-Юденбург (Sankt Georgen ob Judenburg) — (368)
- 62044 * 15338 * Санкт-Иоганн-ам-Тауэрн-Зоннзайте (Sankt Johann am Tauern Sonnseite) — (352)
- 62044 * 15337 * Санкт-Иоганн-ам-Тауэрн-Шаттзайте (Sankt Johann am Tauern Schattseite) — (115)
- 62046 * 15392 * Санкт-Лоренцен-бай-Книттельфельд (Sankt Lorenzen bei Knittelfeld) — (493)
- 62045 * 15404 * Санкт-Марайн-бай-Книттельфельд (Sankt Marein bei Knittelfeld) — (299)
- 62046 * 15410 * Санкт-Маргаретен-бай-Книттельфельд (Sankt Margarethen bei Knittelfeld) — (799)
- 62046 * 15411 * Санкт-Маргаретен-бай-Книттельфельд-Зидлунг (Sankt Margarethen bei Knittelfeld Sdlg) — (115)
- 62045 * 15405 * Санкт-Марта (Sankt Martha) — (190)
- 62044 * 15340 * Санкт-Освальд (Sankt Oswald (Gemeinde Pölstal)) — (477)
- 62032 * 15348 * Санкт-Петер-об-Юденбург (Sankt Peter ob Judenburg) — (365)

Т
- 62043 * 15305 * Талинг (Thaling (Steiermark)) — (83)
- 62043 * 15325 * Тальхайм (Thalheim (Steiermark)) — (158)
- 62048 * 15294 * Танн (Thann (Österreich)) — (54)
- 62010 * 15327 * Трибенталь (Triebental) — (85)

У
- 62046 * 15412 * Угендорф (Ugendorf) — (161)
- 62046 * 15394 * Унтермур (Untermur) — (6)
- 62014 * 15380 * Унтерфаррах (Unterfarrach) — (202)
- 62043 * 15306 * Унтерцайринг (Unterzeiring) — (15)
- 62036 * 15350 * Унцмаркт (Unzmarkt) — (696)

Ф
- 62045 * 15360 * Файстриц-бай-Книттельфельд (Feistritz bei Knittelfeld) — (582)
- 62045 * 15395 * Файстрицграбен (община Санкт-Марайн-Файстриц) (Feistritzgraben (Gemeinde Sankt Marein-Feistritz)) — (1)
- 62032 * 15341 * Файстрицграбен (община Санкт-Петер-об-Юденбург) (Feistritzgraben (Gemeinde Sankt Peter ob Judenburg)) — (81)
- 62038 * 15352 * Фаррах (Farrach) — (1 155)
- 62040 * 15329 * Феберг (Feeberg) — (186)
- 62045 * 15396 * Фенч (Fentsch) — (130)
- 62046 * 15384 * Фёчах (Fötschach) — (36)
- 62048 * 15287 * Фишинг (Fisching (Österreich)) — (203)
- 62047 * 15362 * Флачах (Flatschach) — (181)
- 62007 * 15263 * Фонсдорф (Fohnsdorf) — (3 017)
- 62036 * 15349 * Фрауэнбург (Frauenburg) — (682)
- 62045 * 15397 * Фрессенберг (Fressenberg) — (45)
- 62032 * 15342 * Фурт (Furth) — (80)

Х
- 62034 * 15414 * Харт (Hart) — (148)
- 62014 * 15374 * Хаутценбихль (Hautzenbichl) — (337)
- 62007 * 15264 * Хетцендорф (Hetzendorf) — (1 004)
- 62045 * 15399 * Хоф (Hof (Gemeinde Sankt Marein-Feistritz)) — (115)
- 62010 * 15327 * Хоэнтауэрн (Hohentauern) — (348)

Ц
- 62044 * 15311 * Цайрингграбен (Zeiringgraben) — (43)
- 62042 * 15283 * Цанитцен (Zanitzen) — (16)
- 62038 * 15356 * Цельтвег (Zeltweg) — (4 591)
- 62044 * 15312 * Цугталь (Zugtal) — (105)

Ш
- 62026 * 15335 * Шайбен (Scheiben) — (194)
- 62008 * 15369 * Шаттенберг (Schattenberg) — (151)
- 62048 * 15260 * Шварценбах-ам-Грёсинг (Schwarzenbach am Größing) — (157)
- 62047 * 15425 * Шёнберг (Schönberg (Gemeinde Spielberg)) — (10)
- 62048 * 15259 * Шоберэгг (Schoberegg) — (319)
- 62047 * 15426 * Шпильберг (Spielberg (Steiermark)) — (2 910)
- 62040 * 15274 * Штреттвег (Strettweg) — (399)
- 62046 * 15393 * Шютт (Schütt (Gemeinde Sankt Margarethen bei Knittelfeld)) — (4)

Э
- 62043 * 15315 * Энцерсдорф (Enzersdorf) — (127)
- 62048 * 15255 * Эппенштайн (Eppenstein) — (366)

Ю
- 62040 * 15272 * Юденбург (Judenburg) — (8 557)

## Кадастровые общины
- [11]
- [12]
- [13]
- [14]
- [15]
- [16]
- [17]
- [18]

## Лицензия
- Лицензия: Namensnennung 3.0 Österreich (CC BY 3.0 AT)  (нем.)
- Лицензия (Штирия):  «Datenquelle: CC-BY-3.0: Land Steiermark — data.steiermark.gv.at»  (нем.)